# Fiorde Wolstenholme

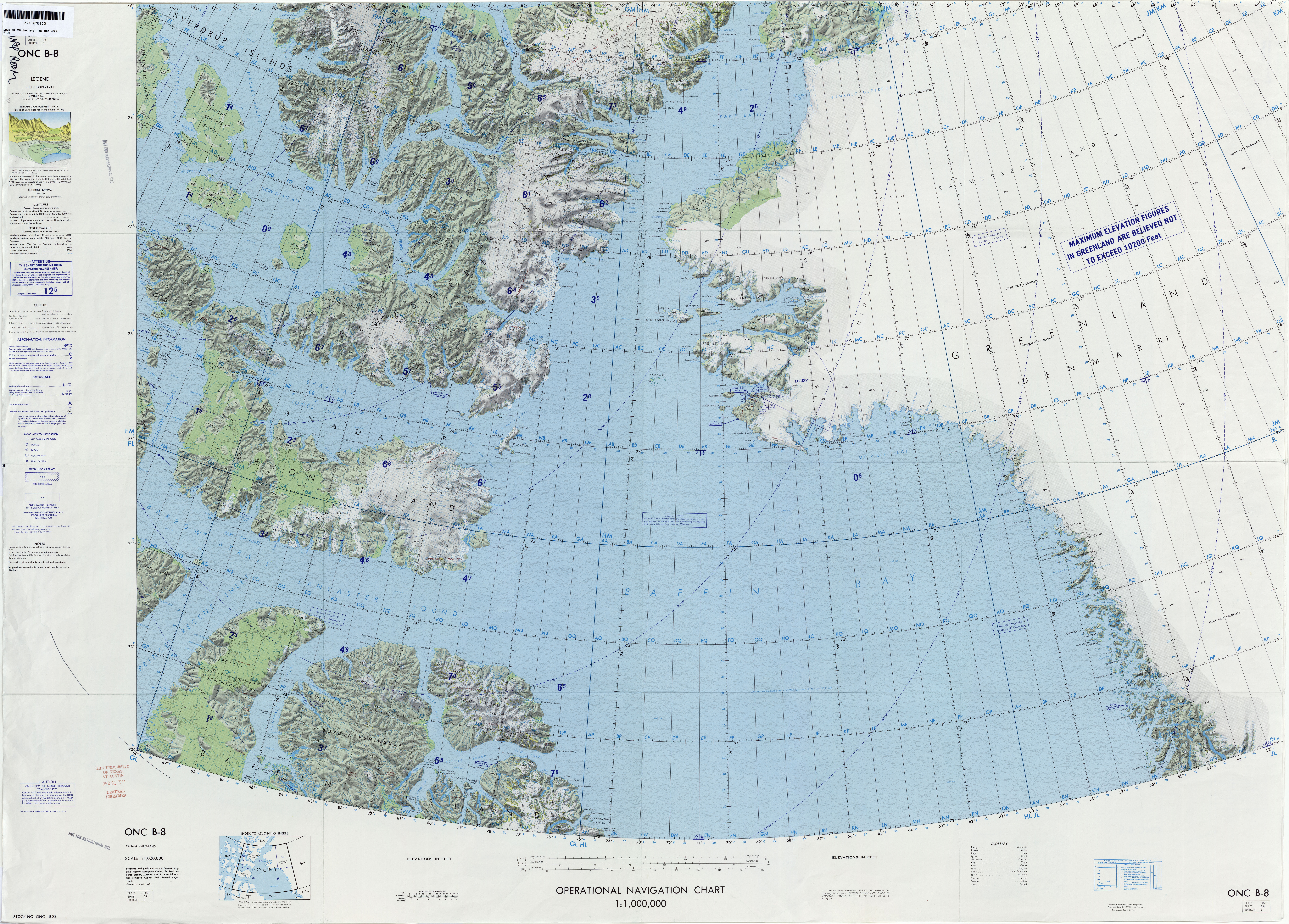
Mapa do noroeste da Groenlândia

O Fiorde Wolstenholme (em groenlandês/gronelandês: Uummannap Kangerlua) é um fiorde no município de Avannaata, noroeste da Groenlândia. A Base Espacial Pituffik dos Estados Unidos e o assentamento Inuíte abandonado de Narsaarsuk ficam na costa do fiorde.
A área foi contaminada em 1968 com plutônio e outros elementos radioativos após a queda de um bombardeiro B-52.